# Jessi Alexander
Pour les articles homonymes, voir Alexander.
Jessi Alexander, née à Jackson (Tennessee) le 18 novembre 1972, est une chanteuse auteure-compositrice-interprète américaine.